# Live to Rise
"Live to Rise" é uma canção da banda de rock americana Soundgarden, que foi lançada no iTunes e outras lojas virtuais de música em 17 de abril de 2012. O iTunes ofereceu o download gratuito do single na primeira semana do lançamento. A faixa está presente no filme The Avengers e está incluída na trilha sonora oficial Avengers Assemble: Original Motion Picture Soundtrack. É a primeira canção do Soundgarden totalmente gravada e lançada desde o retorno da banda em 2010, já que "Black Rain" foi parcialmente gravada no início dos anos 90. O single de acordo com Chris Cornell teria "funcionado bem" no próximo álbum a ser lançado mesmo que necessariamente não represente totalmente a sonoridade do álbum.

## Posições nas tabelas
| parada musical (2012)                                        | Posição |
| ------------------------------------------------------------ | ------- |
| Canadá - Canadian Hot 100                                    | 69      |
| Reino Unido - UK Rock Chart                                  | 11      |
| Estados Unidos - US Billboard Bubbling Under Hot 100 Singles | 10      |
| Estados Unidos - US Billboard Rock Songs                     | 4       |
| Estados Unidos - US Billboard Alternative Songs              | 12      |